# Pomnik ofiar katastrofy lotniczej w Poznaniu
Pomnik ofiar katastrofy lotniczej w Poznaniu – pomnik upamiętniający ofiary katastrofy lotniczej z 10 czerwca 1952 roku, mającej miejsce na skrzyżowaniu ulic Strzeleckiej, Królowej Jadwigi (ówczesnej ulicy Juliana Marchlewskiego) i Drogi Dębińskiej (ówczesnej ulicy Alfreda Bema). Pomnik usytuowany jest na terenie parku Tadeusza Mazowieckiego w Centrum Poznania.

## Opis
10 czerwca 2008 roku w 56. rocznicę katastrofy, w pobliżu miejsca upadku samolotu (bombowca typu Pe-2 FT o numerze 14353 z 21 Pułku Lotnictwa Zwiadowczego stacjonującego na poznańskiej Ławicy), odsłonięto pomnik w formie głazu upamiętniający ofiary wypadku. Autorem pomnika jest poznański rzeźbiarz Roman Kosmala. 
Odsłonięcia pomnika dokonał wiceprezydent Poznania Tomasz Kayser. W ceremonii uczestniczyli m.in. żołnierze Wojska Polskiego, komendant Centrum Szkolenia Wojsk Lądowych im. Stefana Czarnieckiego, pułkownik Jarosław Wierzcholski, zastępca dowódcy 2 Brygady Lotnictwa Taktycznego pułkownik Cezary Wasser. 
Na pomniku umieszczono przechowywany przez jednego ze świadków fragment poszycia bombowca biorącego udział w katastrofie i tablicę z informacją o wypadku i nazwiskami ofiar:
W tym miejscu 10 czerwca 1952 r. doszło do utajnionej przez władze komunistyczne katastrofy bombowca Pe-2
Tragicznie zginęli:
Lotnicy
Chor. Zdzisław Lara
Chor. Stanisław Kuć
Kpr. Józef Bednarek
Ofiary cywilne
Władysław Benedykczak
Władysław Bibrowicz
Feliks Broda
Józef Gruszczyński
Jadwiga Lehr
Ignacy Roliński
Władze Miasta Poznania
10 czerwca 2008 r.